# 浩子クレメニア
浩子クレメニア（ひろこくれめにあ、1992年3月27日 - ）は、日本の女性歌手、シンガーソングライター、ラジオパーソナリティ。

## 来歴・人物
長崎県新上五島町出身。父日本人、母はスペイン系フィリピン人のクォーター。
2013年CandyBoxのメンバーとして音楽活動開始、卒業後、 2018年シンガーソングライターとして活動スタート。
フィリピンのスラム街でも歌を届けた。
その後、長崎県、福岡県を中心に、コンサート、テレビCM出演や、コマーシャルソングを担当。
2019年 TBSラジオ『爆笑問題の日曜サンデー』全日本ラジオ新番組選手権2019 にて『浩子クレメニアの聴いてクレメニア!!』第5位獲得
その後、上五島観光物産大使に就任。
現在は、コンサート、ラジオパーソナリティ、作詞作曲家、ナレーション、MCとしても活動している。

## 主な出演・CM等
テレビ
- NBC長崎放送「あっぷる」(2019年)

ラジオ
- 「浩子クレメニアの聴いてクレメニア!!」（長崎放送、毎週月曜日20:00-20:30）

CM
- 長崎放送、株式会社星光 朝のお天気フィラー、CMソング、CM出演(2019年)
- トヨタカローラ福岡ラジオCM曲(2019年)
- 長崎国際テレビ「はたらくバイ宣言！」テーマソング(2020年)
- 株式会社ソル・ハート CMソング(2021年)
- リンガーハット60周年新CMソング(2023年)
- 濵かつCMソング(2024年)